# Arsen Grigoryan (cầu thủ bóng đá)
Arsen Arturovich Grigoryan (tiếng Nga: Арсен Артурович Григорян; sinh ngày 12 tháng 8 năm 1999) là một cầu thủ bóng đá người Nga thi đấu cho F.K. Rotor-2 Volgograd.

## Sự nghiệp câu lạc bộ
Anh có màn ra mắt tại Giải bóng đá chuyên nghiệp quốc gia Nga cho F.K. Rotor-2 Volgograd vào ngày 27 tháng 5 năm 2018 trong trận đấu với FC Kaluga.